# La Ceiba
La Ceiba (phát âm tiếng Tây Ban Nha: [la ˈseiβa]) là một thành phố cảng ở bờ biển miền bằng Honduras. Nó nằm hướng ra Caribbe ở phía bắc, ngay cạnh vịnh Honduras. Với dân số ước tính hơn 200.000 người sống ở chừng 170 khu định cư (được gọi là colonias hay barrios), đây là thành phố lớn thứ ba của đất nước và là thủ phủ của tỉnh Atlántida. La Ceiba được thành lập chính thức ngày 23 tháng 8 năm 1877. Tên thành phố bắt người từ một cây bông gòn (ceiba trong tiếng Tây Ban Nha) từng mọc trên một bến tàu cũ. Hàng năm, vào ngày thứ bảy thứ ba hay tư của tháng 5, thành phố tổ chức carnival để tưởng nhớ Isidore người Lao công (San Isidro Labrador). Trong thời gian này, có tới khoảng 500.000 du khách trong thành phố.